# Minimální polynom (lineární algebra)
V lineární algebře se rozumí minimálním polynomem čtvercové matice {\displaystyle A} řádu {\displaystyle n} nad tělesem {\displaystyle T} monický polynom {\displaystyle p(x)} co nejmenšího stupně takový, že {\displaystyle p(A)=0}. Každý jiný polynom {\displaystyle q(x)} splňující {\displaystyle q(A)=O} je pak násobkem polynomu {\displaystyle p}.
Pro minimální polynom a prvek {\displaystyle \lambda \in T} jsou následující tvrzení ekvivalentní:
1. {\displaystyle \lambda } je kořen {\displaystyle p(x)}
2. {\displaystyle \lambda } je kořen charakteristického polynomu matice {\displaystyle A}
3. {\displaystyle \lambda } je vlastní číslo matice {\displaystyle A}

Z toho nevyplývá, že jsou minimální a charakteristický polynom vždy stejné. Například {\displaystyle 4I_{n}} (čtyřnásobek jednotkové matice řádu {\displaystyle n}) má charakteristický polynom {\displaystyle (x-4)^{n}}, ale minimální polynom {\displaystyle x-4} (neboť {\displaystyle 4I_{n}-4I_{n}=0}), tedy pro {\displaystyle n\geq 2} jsou v tomto případě charakteristický a minimální polynom různé.